# Lijst van voetbalinterlands Israël - Servië
Deze lijst van voetbalinterlands is een overzicht van alle officiële voetbalwedstrijden tussen de nationale teams van Israël en Servië. De landen speelden tot op heden twee keer tegen elkaar. De eerste ontmoeting, een vriendschappelijke wedstrijd, vond plaats in Tel Aviv op 9 februari 2011. Het laatste duel, eveneens een vriendschappelijke wedstrijd, werd gespeeld op 31 mei 2016 in Novi Sad.

## Wedstrijden
| № | Plaats   | Datum           | Competitie        | Wedstrijd       | Uitslag |
| - | -------- | --------------- | ----------------- | --------------- | ------- |
| 1 | Tel Aviv | 9 februari 2011 | Vriendschappelijk | Israël – Servië | 0 – 2   |
| 2 | Novi Sad | 31 mei 2016     | Vriendschappelijk | Servië − Israël | 3 − 1   |

## Samenvatting
| Competitie        | Totaal gespeeld | Winst Israël | Gelijk | Winst Servië | Doelsaldo Israël – Servië |
| ----------------- | --------------- | ------------ | ------ | ------------ | ------------------------- |
| Vriendschappelijk | 2               | 0            | 0      | 2            | 1 − 5                     |
| Totaal            | 2               | 0            | 0      | 2            | 1 − 5                     |

## Details

### Eerste ontmoeting
| Vriendschappelijk (Tel Aviv, Israël, 9 februari 2011): |              | |
| Israël | 0 – 2        | Servië |
| | goals        | 23' Zoran Tošić 77' Vesko Trivunović |
| Luis Fernández | bondscoach   | Vladimir Petrović |
| Dudu Aouate Tal Ben Haim 46' Dani Bondar Itzik Cohen Rami Gershon Bibras Natkho 56' Eran Zahavi Eyal Golasa 46' Beram Kayal 64' Alroey Cohen 46' Elyaniv Barda 56' | opstellingen | Bojan Jorgačević 66' Branislav Ivanović Milan Biševac Neven Subotić 77' Aleksandar Kolarov 46' Miloš Krasić 46' Nenad Milijaš Zoran Tošić Adem Ljajić 46' Raća Petrović 86' Dragan Mrdja |
| Gil Vermouth 46' Almog Cohen 46' Dedi Ben Dayan 46' Maor Buzaglo 56' Ben Sahar 56' Nir Biton 64'                                                                   | wissels      | 46' Veseljko Trivunović 46' Zdravko Kuzmanović 46' Dimitrije Injac 66' Nenad Tomović 77' Ivan Obradović 86' Marko Pantelić                                                               |
| Beram Kayal 45+1' | gele kaarten | 39' Aleksandar Kolarov 60' Branislav Ivanović |
| - Debuut van Itzik Cohen (Hapoel Acre) voor Israël. - Debuut van Dimitrije Injac (Lech Poznań) voor Servië.                                                        |              | |